# Frederik Kortlandt

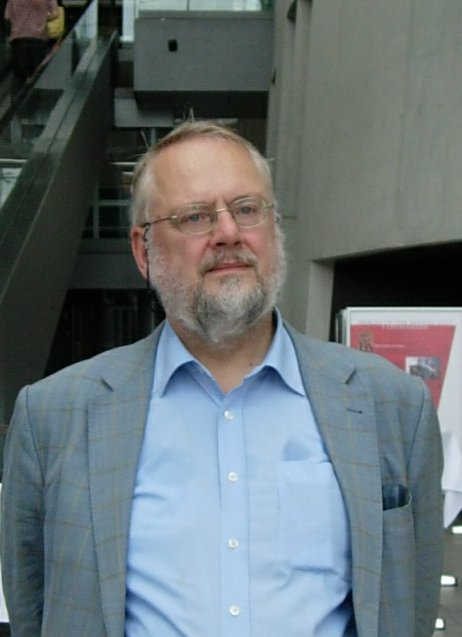
Frederik Kortlandt (2006)

Frederik Herman Henri „Frits“ Kortlandt (* 19. Juni 1946 in Utrecht) ist ein niederländischer Linguist. Er ist Professor für beschreibende und vergleichende Linguistik an der Universität Leiden.
Kortlandt, der Sohn des Verhaltensforschers Adriaan Kortlandt, wurde 1972 an der Universität Amsterdam in Linguistik promoviert.  Neben Linguistik und Slawistik studierte er dort auch Mathematik und Ökonomie.
Kortlandt befasst sich mit slawischen und baltischen Sprachen (zum Beispiel der Altpreußischen Sprache), allgemein mit indoeuropäischen Sprachen, der Indo-Uralischen Superfamilie und der Indogermanischen Ursprache.
2007 veröffentlichte er seine Version der Indogermanischen Fabel von Schleicher.
1997 erhielt er den Spinoza-Preis. 1986 wurde er Mitglied der Königlich Niederländischen Akademie der Wissenschaften.

## Schriften
- Modelling the phoneme. New trends in East European phonemic theory, Den Haag: Mouton 1972
- Italo-Celtic origins and prehistoric development of the Irish language, Amsterdam: Rodopi 2007
- Studies in Germanic, Indo-European and Indo-Uralic, Amsterdam: Rodopi 2010
- Selected writings on Slavic and general linguistics, Amsterdam: Rodopi 2011